# Dolnośląskie Centrum Filmowe

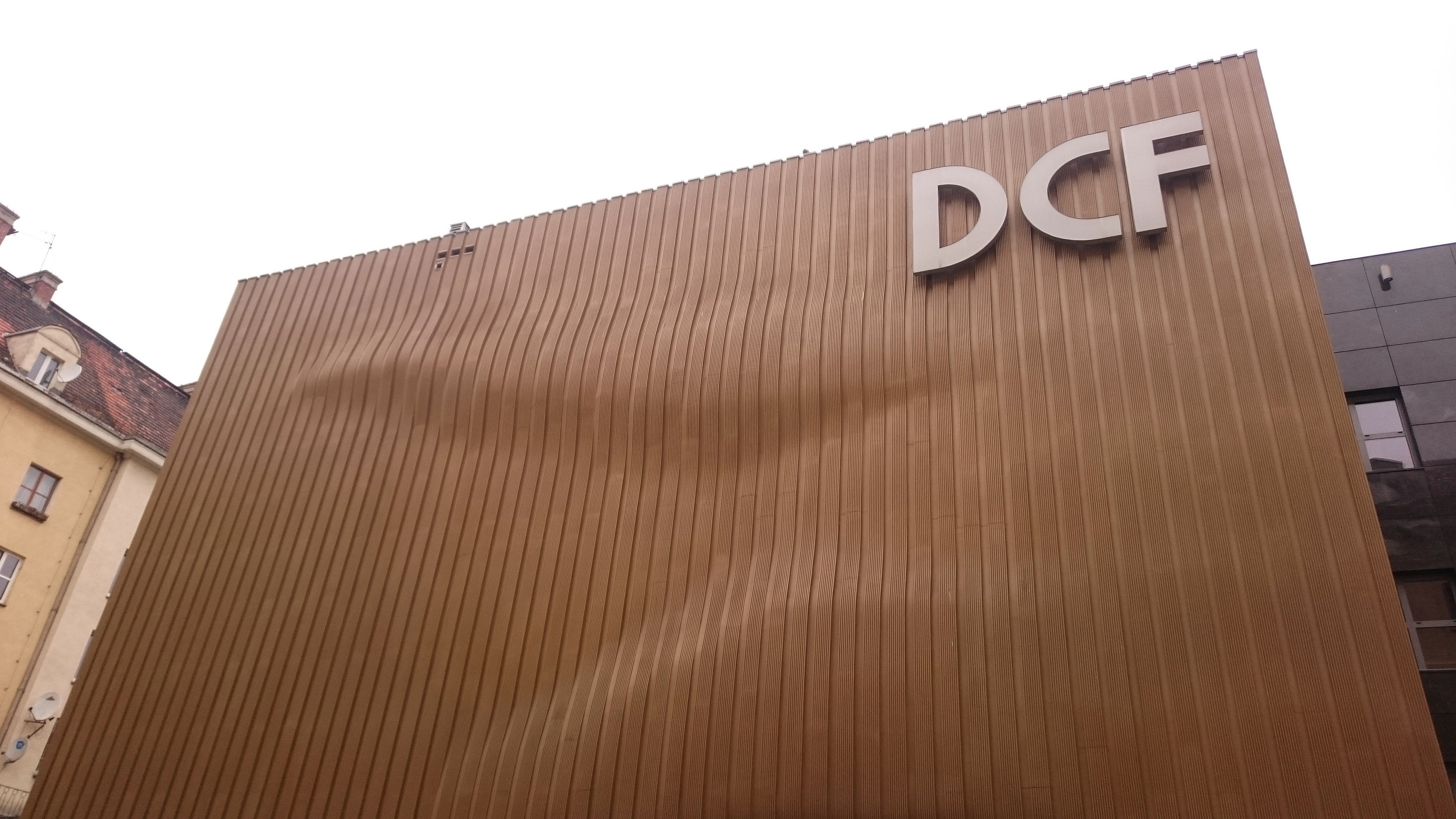
Fasada budynku Dolnośląskiego Centrum Filmowego

Dolnośląskie Centrum Filmowe (DCF) – czterosalowe kino znajdujące się we Wrocławiu przy ulicy Piłsudskiego 64a.

## Historia

### Kino Palast-Theater

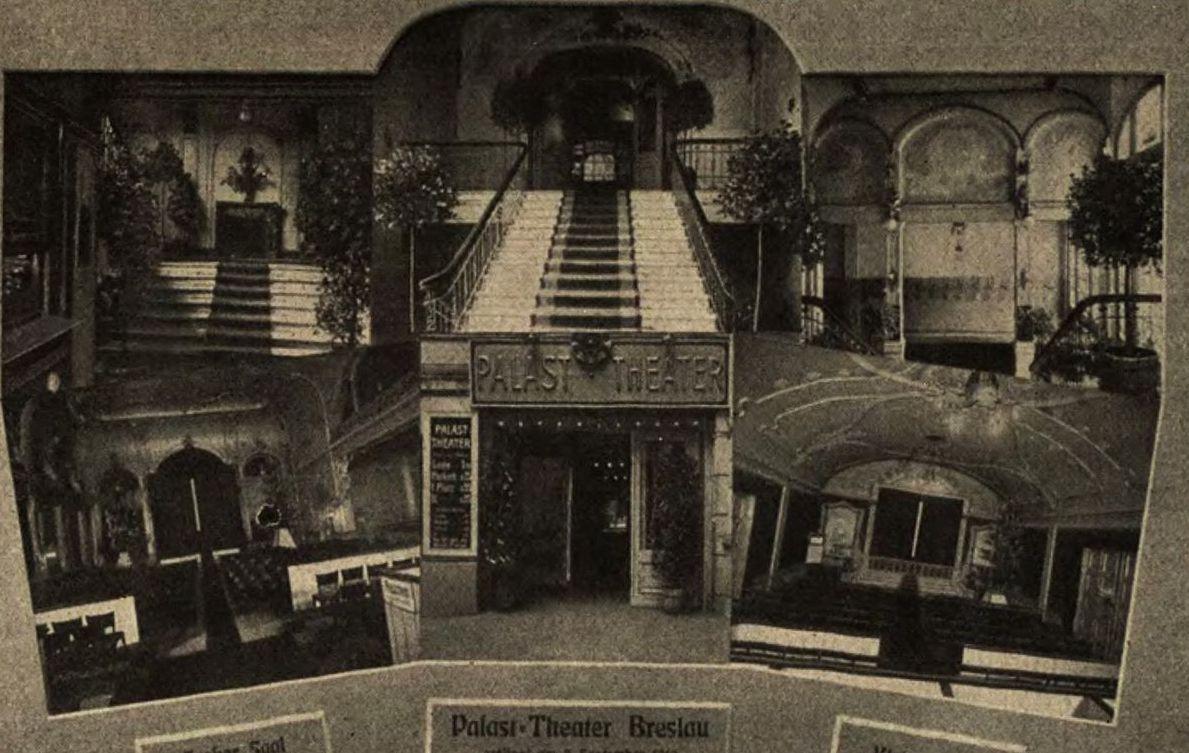
Kino Palast-Theater

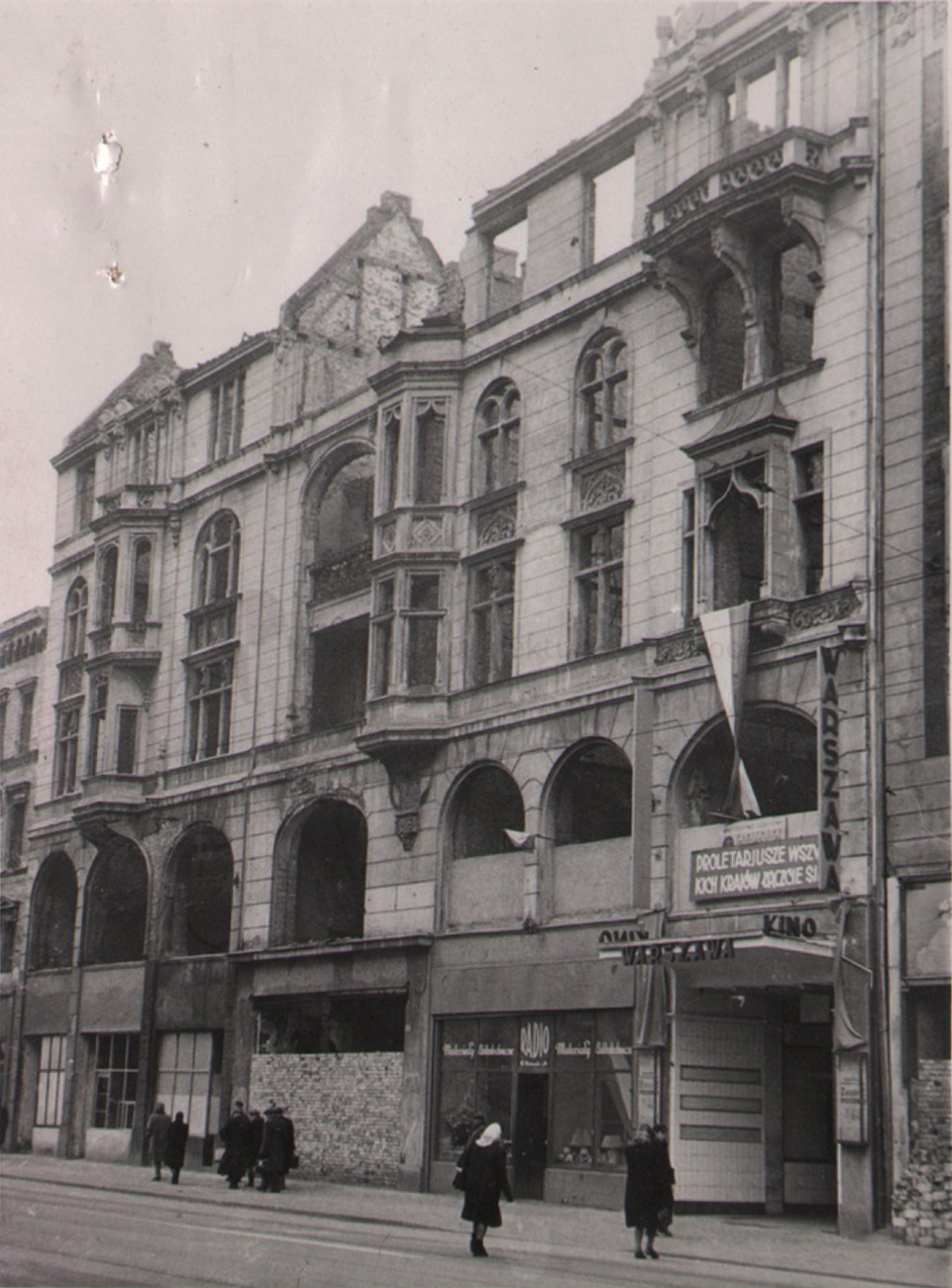
Kamienica nr 16 z widocznym wejściem do kina Warszawa od strony ul. Świdnickiej. Kamienica została rozebrana w 1960 roku.

Tam, gdzie obecnie mieści się Dolnośląskie Centrum Filmowe, na początku XX wieku, przy Neue Schweidnitzerstr.16 (obecnie ul. Świdnicka) stała,  zaprojektowana w 1898 roku przez Georga Schneidera kamienica, należąca do kupca Moritza Branissa. W piwnicach budynku leżakowało wino, na parterze znajdowała popularna we Wrocławiu restauracja Palas-Restaurant a na parterze była sala balowa o wymiarach 21 x 14 metrów oraz jadalnia, szatnia i kilka innych pomieszczeń. Na dwóch kolejnych kondygnacjach były kolejne sale wraz z kuchnią. Na tyłach budynku znajdował się ogród. W 1910 roku, Rober Seidel zaprojektował na pierwszym piętrze salę kinową. Otwarcie kina pod nazwą Kinomatographen-Theater, bardziej znane jako Palast-Theater, miało miejsce 3 września 1910 roku a sala kinowa mieściła wówczas 431 widzów: 62 miejsca zajmowały loże, 108 widzów zasiadało na miejscach pierwszej kategorii, 102 widzów w drugiej kategorii a najbliżej ekranu znajdowało się 105 najtańszych miejsc; w bocznej części sali kinowej zsiadało pięćdziesięciu czterech widzów. Kino posiadało również mniejszą salę na 137 widzów, w której organizowano pokazy. Otwarciu kina towarzyszyła reklama i okolicznościowe atrakcje: w podanych godzinach przed kinem filmowano widzów po to by w kolejnych projekcjach szczęśliwy widz mógł zobaczyć samego siebie na ekranie. Przed kinem grała pięcioosobowa orkiestra do wejścia do kina zachęcał sam jego właściciel. W ciągu kilku kolejnych lat liczba miejsc siedzących zwiększyła się do 464 (1919 roku, do 497 (w 1921). Razem z mniejsza salą w kinie mogło zasiąść 667 widzów. W 1927 roku na potrzeby kina zaadaptowano wyższą kondygnację tworząc część balkonową a tym samym powiększając ilość miejsc e głównej sali (mniejszą zlikwidowano) do 650. W takim stanie kino przetrwało do końca II wojny światowej.
Pierwszym właścicielem kina był Franz Thiemer, który prowadził również kino Monopol-Theater przy ulicy Ohlauerstr. 61 (obecnie ul. Oławska). oraz była właścicielem spółki Schlesischer Film-Vertrieb, która zajmowała się dystrybucją filmową. W 1914 roku firma Thiemera zbankrutowała a kino zostało przejęte przez spółkę Breslauer Palast Theather GmbH (od 1917 roku Schlesischer Film GnbH), właścicielem których byli Julius Schatzky i Luise Valentin. Pod koniec I wojny światowej nowym właścicielem kina została firma Kammer-Lichtspiele GmbH, założona przez Otto Schampela i Hugo Menzela. Od 1922 roku kino przeszło pod zarząd spółki Schauburg AG für Theater und Lichtspiele, założycielem której był również Schampel oraz wrocławscy browarnicy Hugo, Wilhelm i Paul Scholtz, Gustav Riedel, Gustav Büttner i Ernst Eisner. Spółka w ciągu kilku kolejnych lat zarządzała pięcioma kinami we Wrocławiu.       
Od pierwszych dni kina, jego właściciele przywiązywali wagę do repertuaru co było m.in. powodem bankructwa pierwszego jego właściciela Franza Thiemera. Jednym z pierwszych wyświetlanych filmów był Abgründe, pierwszy fabularny film długometrażowy rozpowszechniany w systemie monopolowym. Film był wyświetlany w dniach 20-30 grudnia 1910 roku i od 18 do 31 stycznia 1911. Do jego obejrzenia zachęcało dziewięć oddzielnych anonsów zamieszczonych w poczytnej gazecie Breslauer General-Anzeiger. Palast-Theater miał wyłączność na projekcję filmu we Wrocławiu. W kolejnych latach w kinie wyświetlano najbardziej klasowe filmy m.in.: w 1913 roku miała miejsce wrocławska premiera Studenta z Pragi (pierwszy niemiecki film artystyczny) oraz Quo vadis (13 maja 1913 roku) w reżyserii Enrica Guazzoniego. Po trzech i pół roku funkcjonowania kina, Palast-Theater mógł poszczycić się milionowym widzem.

### Kino Warszawa

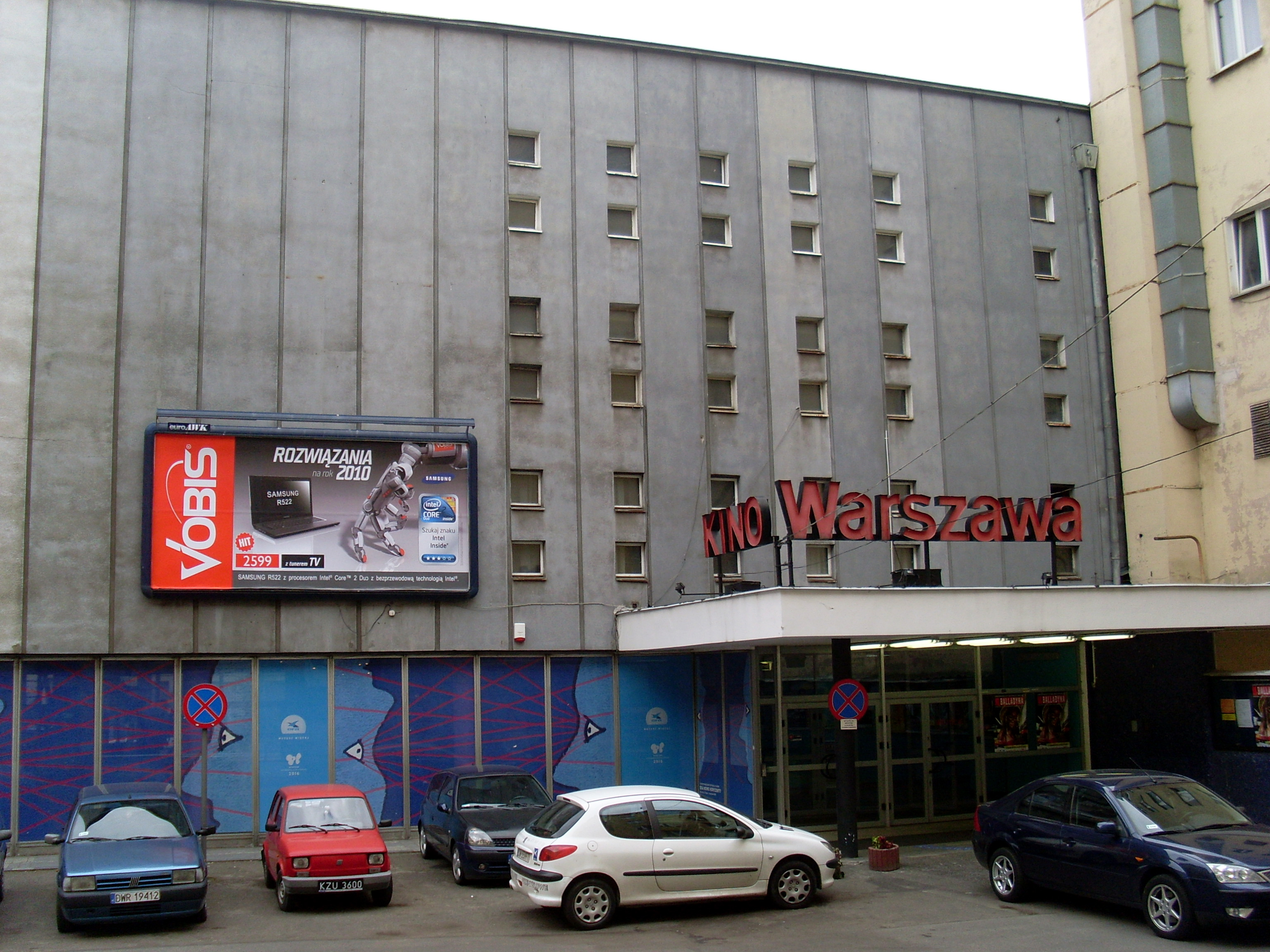
Kino Warszawa

Budynek w którym mieściło się kino Palast-Theater przetrwało II wojnę światową przez co w ciągu miesiąca kino zostało wyremontowane i ponownie otworzone. Pierwszy seans miał miejsce już 16 czerwca 1945 roku; na inauguracje wyświetlony został film Majdanek. W 1950 roku Okręgowy Zarząd Kin przeprowadził pierwszy poważny remont. Kolejny poważny remont podjęto dopiero na przełomie lat 1969-1970. Wcześniej powstawało kilka różnych projektów, które z różnych przyczyn, głównie finansowych czy odmiennych planów urbanistycznych lub trendów budowlanych (kina wolnostojące). Pierwszy był projekt z 1959 autorstwa Stefana Sienickiego i Jana Pańkowskiego, który zakładał nowe wejście od strony pl. Kościuszki i od ul. Piłsudskiego (układ wejść jest zachowany do dziś), w przyziemu miała być klubokawiarnia, sala kinowa przystosowana do projekcji panoramicznej. W kolejnej dekadzie powstawały kolejne projekty; ostatecznie remont kina został zrealizowany na podstawie projektów Henryka Majewskiego z 1966 roku i Andrzeja Łukaszewicza z 1969 roku. Nowy budynek powstał na fundamentach starego kina Palast-Theater przez co przekraczał normatywną powierzchnię użytkowania dla kin (norma dla takich kin wynosiła 1555 m², a kino miało 2185,2 m²). W opisie technicznym znajduje się opis wykonanych prac: 

W bryle zewnętrznej budynku doprowadzono do scalenia i ujednolicenia pod względem architektury bardzo zróżnicowanego obecnie zarówno w pionie jak i w poziomie budynku, posiadającego wiele dobudówek i poziomów (...) Ściany ozdabiała okładzina z prefabrykowanych elementów betonowych mocowanych za pomocą stalowych drutów i układanych jednocześnie z wznoszeniem ścian

 Ponadto wykonano nową elewację oraz wybudowano mur zasłaniający zaplecze hotelu przylegającego z jednej strony do budynku kina. Remont został zakończony w 1973 roku i w takiej niemal formie kino przetrwało do lat 90. W 1995 dokonano przebudowy przyziemia: m.in. z kawiarni zrobiono małą salę na 90 miejsc. Kolejny poważne zmiany w wyglądzie jak i w jego funkcjonalności nastąpiły w 2010 roku. Przebudowano gruntownie cały obiekt tak, aby w jego wnętrzu znalazły się 3 sale projekcyjne. Za projekt odpowiadało biuro architektoniczne Plusart.pl Architekci z Łodzi. 

## Dolnośląskie Centrum Filmowe
W 2011 roku po wykonanym remoncie otworzone zostało Dolnośląskie Centrum Filmowe. Jego właścicielem jest Instytucja Kultury Samorządu Województwa Dolnośląskiego „Odra-Film”.
Kino wyposażone jest w system dźwiękowy Dolby Digital Surround EX i projektory umożliwiające wyświetlanie filmów w technologii 3D. Sale kinowe w DCF otrzymały nazwy kontynuujące tradycje dawnych wrocławskich kin. Są to:
- Sala nr 1 „Polonia” (73 miejsca)
- Sala nr 2 „Warszawa” (250 miejsc)
- Sala nr 3 „Lwów” (135 miejsc)
- Sala nr 4 „Lalka” (141 miejsc)

Łącznie Dolnośląskie Centrum Filmowe oferuje widzom 599 miejsc, z czego 15 jest przeznaczonych dla osób niepełnosprawnych.